# Bán đảo Thượng Michigan
Bán đảo Thượng Michigan hay gọi tắt bán đảo Thượng là một trong hai vùng đất lớn tạo nên tiểu bang Michigan. Bán đảo này có ranh giới về phía bắc với hồ Superior, về phía đông là  sông St Marys, phía đông nam là hồ Michigan và hồ Huron, và về phía tây nam là bang Wisconsin. Dựa trên sự khác biệt về địa lý, bán đảo đôi khi được chia thành Tây bán đảo Thượng ("WUP") và Đông bán đảo Thượng ("EUP").
Bán đảo  chiếm 29% diện tích đất của tiểu bang Michigan nhưng chỉ chiếm 3% tổng dân số bang. Người dân ở đây thường gọi là Yoopers (có nguồn gốc từ "UP-ers") và có một bản sắc truyền thống. Bán đảo có số lượng lớn của người Phần Lan, Thụy Điển, Đan Mạch và Na Uy di cư đến đây, đặc biệt là tại bán đảo Keweenaw (bán đảo nhỏ hơn ở phía bắc Thượng Michigan), làm việc trong các mỏ đồng trong khu vực, và ở đây ngay cả sau khi các mỏ đóng cửa.
Xếp theo diện tích, thành phố lớn nhất nằm trên bán đảo là Marquette, Sault Ste. Marie, Escanaba, Menominee, Iron Mountain, và Houghton. Đất đai và khí hậu ở đây không phải là thích hợp cho sản xuất nông nghiệp vì mùa đông thường dài và khắc nghiệt. Nền kinh tế dựa trên khai thác gỗ, khai thác mỏ và du lịch. Hầu hết các mỏ đều đã đóng cửa kể từ "thời kỳ vàng son" 1890-1920. Đất phần nhiều là rừng và khai thác gỗ vẫn là một ngành công nghiệp chủ đạo của vùng.